# Natascha Sagorski
Natascha Sagorski (* 1984 in Karlsruhe) ist eine deutsche Kolumnistin und Autorin.

## Leben
Neben ihrem Studium der Politik- und Kommunikationswissenschaften in München begann sie mit 23 Jahren Bücher im Bereich der Unterhaltungsliteratur zu schreiben. 2022 erschien ihr Buch Jede 3. Frau, in dem sie die Geschichten von Frauen mit „Schwangerschaften ohne Happy End“ erzählt. In einer Petition an den Deutschen Bundestag setzte sie sich für die Rechte von Frauen nach Fehlgeburten ein und forderte einen gestaffelten Mutterschutz nach Fehlgeburten. Ende Januar 2025 verabschiedete der Deutsche Bundestag schließlich ein solches Gesetz.
Sagorski ist Mitglied der SPD. Sie lebt in Unterföhring.

## Bücher
- Krasse Abstürze. 33 fabelhafte Berichte über heftige Filmrisse, verrückte Totalausfälle und peinliche sexuelle Ausrutscher. Schwarzkopf & Schwarzkopf Verlag, Berlin 2009, ISBN 978-3-89602-926-3
- Schuhe, Taschen, Männer. 33 Frauen erzählen von ihrem liebsten Accessoire und wie es ihr Herz erobert hat. Schwarzkopf & Schwarzkopf, Berlin 2010, ISBN 978-3-89602-992-8
- Don’t call it Pussy! 33 Dinge, die Männer endlich über Frauen lernen sollten. Schwarzkopf & Schwarzkopf, Berlin 2012, ISBN 978-3-86265-121-4
- Männerschlussverkauf. Blanvalet, München 2013, ISBN 978-3-442-37990-3
- In 80 Tagen zu dir. Blanvalet, München 2015, ISBN 978-3-442-38302-3[10]
- Jede 3. Frau. Komplett Media, München 2022, ISBN 3-8312-0595-7